# Skrova
Skrova is een plaats in de Noorse gemeente Vågan, provincie Nordland. Skrova telt 220 inwoners (2007) en heeft een oppervlakte van 0,2 km².
Skrova en het omringende landschap spelen een belangrijke rol in het boek Haaienkoorts (Havboka) van de schrijver Morten A. Strøksnes dat in oktober 2016 verscheen.